# Henri Bertini
Henri Jérôme Bertini (Londra, 28 ottobre 1798 – Meylan, 30 settembre 1876) è stato un compositore e pianista francese.

## Biografia
Nacque a Londra ma dopo sei mesi la famiglia si trasferì a Parigi. Inizialmente ricevette un'istruzione musicale dal padre e dal fratello che era un allievo di Muzio Clementi. Considerato un bambino prodigio, all'età di dodici anni suonò a Londra, nei Paesi Bassi e in Germania. Dopo aver terminato gli studi in composizione in Inghilterra e Scozia divenne professore di musica a Bruxelles ma poi si stabilì a Parigi nel 1821.
Tenne un concerto con Franz Liszt il 20 aprile del 1828. Il programma includeva una trascrizione di Bertini della sinfonia n° 7 il La maggiore di Beethoven per otto mani (gli altri pianisti erano Sowinsky e Schunke). Si distinse anche nella musica da camera tenendo concerti con i suoi amici Antoine Fontaine (violino) e Auguste Franchomme (violoncello). Nel 1835, insieme ad Adolphe Le Dhuy curò la pubblicazione di una Encyclopédie Pittoresque de la Musique. Rimase in attività dentro e fuori Parigi sino al 1848 quando si ritirò dalla scena musicale. Nel 1859 si trasferì a Meylan(vicino a Grenoble) ove morì.

## Principali composizioni
- op.11 Quatrième Divertissement pour le piano forte
- op.12 Rondeau polonaise pour le piano forte
- op.15 Rondo pastoral pour le piano
- op.16 Fantaisie pour piano sur l'air Au clair de la lune
- op.17 Fantaisie pour piano forte sur le trio des deux jaloux, Ta Fanchette est charmante
- op.18 Air allemande, varié pour le piano forte et précédé d'une introduction
- op.20 Trio pour piano, violon, et basse, no 1
- op.21 Trio pour piano, violon, et basse, no 2
- op.22 Trio pour piano, violon, et basse, no 3
- op.23 Rondo brillant pour piano
- op.24 Grand Quatuor pour piano forte, harpe, violon et violoncelle
- op.25 Première Sérénade pour piano, violon, alto, et violoncelle
- op.26 Rondo brillant pour piano
- op.27 Variations pour le forte-piano sur la Romance : Si tu voulais
- op.28 Air allemand avec introduction varié pour la harpe
- op.29 Vingt-cinq Etudes pour piano, 1er livre. Introduction à celles de Cramer
- op.30 Deux Caprices pour le piano-forte
- op.31 Deuxième Sérénade pour piano, violon, alto et violoncelle
- op.32 Vingt-cinq Etudes pour piano, 2ème livre. Introduction à celles de Cramer
- op.33 Nocturne concertant pour piano, violon et violoncelle
- op.34 Trois Bagatelles pour piano forte
- op.35 Duo sur Au clair de la lune, pour harpe et piano
- op.36 Divertissement sur un air de Gluck, pour piano
- op.37 Rondeau brillant pour piano forte
- op.38 Variations brillantes pour le piano
- op.39 Troisième Sérénade pour piano, violon, violoncelle
- op.40 Variations brillantes pour le piano
- op.41 Polonaise sur le Freyschütz pour piano et violoncelle
- op.42 L'Angélus de A.Romagnési. Variations brillantes pour le piano forte
- op.43 Grand Trio pour piano, violon, violoncelle. download scan of Richault edition (From the Sibley Music Library Digital Score Collection)
- op.44 Variations brillantes pour pianosur le choeur favori de Robin des bois, musique de Weber
- op.45 Souvenirs de Freyschütz (Robin des bois). Variations et Rondo pour piano sur la jolie cavatine L'Infortune, les alarmes et autres motifs
- op.46 Grande Fantasie. Etude de 1ère force. download music from WIMA
- op.47 Rondo brillant pour piano composé sur le quatuor de Joconde, Quand on attend so belle
- op.48 Grand Trio pour piano, violon et violoncelle
  - Sérénade pour piano, violon, alto et basse
- op.50 Rondo brillant pour piano forte sur l'air : A l'eau, voilà la porteuse d'eau
- op.51 Rondoletto brillant pour piano
- op.52 Thème avec variations brillantes pour le piano forte
  - Douze petits morceaux pour le piano précédés chaqun d'un prélude composés expressément pour les élèves
- op.54 Rondo brillant pour le piano
- op.56 Variations brillantes sur Il crociato Egitto
- op.57 Variations brillantes pour piano sur une valse autichienne
- op.59 Trois Valses à quatre mains
- op.60 Deux petits Rondos pour le piano forte
- op.61 Variations brillantes pour le piano forte
- op.62 Le Calme. Andante pour piano forte
- op.63 Rondoletto pour piano
- op.64 Deux thèmes pour le piano
- op.65 Divertissement pour piano
- op.66 Vingt-cinq Etudes caractéristiques
- op.68 Variations sur un thème original pour piano
- op.69 Variations de concert pour piano et quatuor. download music from WIMA
- op.70 Trio pour piano, violon, violoncelle
- op.71 No 1. Rondoletto pour piano. No 2. Polacca pour piano.
- op.72 Divertissement pour piano
- op.73 Variations sur un thème original à quatre mains
- op.74 Six Valses brillantes pour piano
- op.75 Quatrième Sérénade pour piano, violon, alto, violoncelle contrebasse
- op.76 Cinquième Sérénade pour piano, violon, alto, violoncelle contrebasse
- op.77 Rondino à quatre mains
- op.78 Variations brillantes pour piano sur un thème original
- op.79 Première grand Sextuor pour piano forte, deux violons, alto, violoncelle et contrebasse
- op.80 Six Valses brillantes pour piano
- op.81 Trois petits Rondos pour piano
- op.82 La soirée, à quatre mains
- op.83 Six Divertissements à quatre mains
- op.84 Le Rudiment du Pianiste ou réunion des exercices les plus indispensables pour acquérir un mécanisme parfat
- op.85 Second grand Sextuor pour piano forte, deux violons, alto, violoncelle et contrebasse
- op.86 Etudes mélodiques sur des romances de A.Romagnési
- op.87 Trois nocturnes pour piano download music from WIMA
- op.88 Ma Normandie. Romance favorite de Mr F.Bérat variée pour le piano download music from WIMA
- op.89 Rondino alla polacca pour le piano
- op.90 Troisième grand Sextuor pour piano, deux violons, alto, violoncelle et contrebasse
- op.91 Rondino, sur un motif de L'Orgie, pour piano
- op.92 Souvenirs du Barbier. Duo concertant pour piano et violon et basse ad libitum
- op.93 Grande Polonaise ave orchestre ad libitium download music from WIMA
- op.94 Vingt-cinq Etudes caprice ou Complément aux Etudes caractéristiques
- op.95 Souvenirs d'Anna Bolena. Duo concertant pour piano et violon avec accompagnement de basse ad libitum
- op.96 Caprice sur Le Pirate pour piano, violon et contrebasse ad libitum
- op.97 Vingt-cinq Etudes musicales à quatre mains pour le piano. Le but de cet ouvrage est de faire aux élèves un exercise spécial de la mesure, du rythme et de la phrase musicale
- op.98 Episode d'un bal. Rondo caractéristique pour piano
- op.99 No 1. Rondeau Galop sur La Sentinelle perdue. No 2. Rondeau Valse sur La Sentinelle perdue.
- op.100 Vingt-cinq Etudes facile composées expressément pour les petites mains qui ne peuvent encore embrasser l'étendue de l'octave
- op.101 Le Repos. Vingt-quatre leçons mélodiques
- op.102 Deux Nocturnes download music from WIMA
- op.103 Adieu beau rivage de France. Rondo barcarolle pour le piano
- op.104 Jura. Impressions de voyage, les souvenirs pour piano
- op.105 Grand Rondo de concert avec orchestre download music from WIMA
- op.106 Dell'aura tua profetica, choeur de Norma varié pour le piano download music from WIMA
- op.107 Nonetto en ré pour piano, flûte, hautbois, alto, violoncelle, cor, basson, trompette et contrebasse
- op.108 Caprice sur la romance de Grisar, Les laveuses du couvent, pour le piano
- op.109 Solo composé pour le concours de 1836. Ecole royale de musique, classe de piano de L.Adam download music from WIMA
- op.110 Caprice pour piano sur l'opera Sarah
- op.111 Son mom. Rondo caprice pour piano sur la romance favouite de Melle Loïsa Puget
- op.112 Fantaisie sur Le Caevalier de Canolle
- op.113 Ernestine. Grande Fantaisie sur un thème de Paddini intercalée par Rubini dans La Straniera download music from WIMA
- op.114 Quatrième grand Sextuor pour piano, violon, deux altos, violoncelle et contrebasse
- op.115 Caprice pour piano sur Le Postillon de Lonjumeau
- op.116 Fantaisie sur Le Postillon de Lonjumeau
- op.117 Caprice sur le piano dur des motifs de L'Ambassedrice d'Auber
- op.118 Grande Fantaisie dramatique pour le piano download music from WIMA
- op.119 Duex Nocturnes pour le piano. No 1. Sympathie No 2. Souvenir
- op.120 Grande Fantaisie à quatre mains pour le piano sur les motifs de l'opéra Le domino noir d'Auber
- op.121 Deuxième Solo composé pour le piano pour le concours de 1838. Ecole royale de musique, classe de piano de L.Adam download music from WIMA
- op.122 Vingt-cinq Grandes Etudes artistiques de première force d'exécution en deux suites
- op.123 La mère du chasseur. Rondino expresso pour piano sur la romance de P.Chéret
- op.124 Cinquième Sextuor pour piano, violon, deux altos, violoncelle et contrebasse
- op.125 Duo brillant à quatre mains sur Le Lac des fées d'Auber
- op.126 Fantaisie à quatre mains pour piano sur deux motifs de l'opéra Robert Devereux de Donizetti
- op.127 Grande fantaisie pour le piano sur l'opéra L'Elisire d'Amour
- op.128 Duo brillant à quatre mains sur l'opéra La fille du régiment de Donizetti
- op.129 Duo brillant à quatre mains sur l'opéra Les Martyrs de Donizetti
- op.130 Deux Nocturnes No 1. Contemplation No 2. Inquieto
- op.131 Grand Caprice pour piano à quatre mains sur un motif de La Straniera de Bellini
- op.132 Souvenirs de Zanetta, l'opéra d'Auber. Grand Duo
  - Petit quatuor à cordes
- op.133 Première symphonie pour orchestre
- op.134 Vingt-cinq Etudes pour le piano. Introduction aux Etudes caractéristiques de l'opus 66
- op.135 Vingt-cinq Etudes musicales pour piano à quatre mains
- op.136 Grande fantaisie à quatre mains sur Les Diamants de la couronne
- op.137 Vingt-cinq Etudes élémentaires pour les petites mains
- op.138 Deuxième symphonie pour orchestre
- op.139 Duo à quatre mains pour le piano sur thèmes du Duc d'Olonne, opéra d'Auber
- op.140 Grand Duo pour piano à quatre mains sur les motifs du Stabat de G.Rossini
- op.141 Cinquante Etudes mélodiques précédées chacune d'un prélude en deux suites. No 1.
- op.142 Cinquante Etudes mélodiques précédées chacune d'un prélude en deux suites. No 2.
- op.143 Le double dièze. Rondino-Etude
- op.144 Le double bémol. Rondino-Etude
- op.145 L'impromptu. Rondo-Valse
- op.146 Sérénade. Caprice sur un motif de Don Pasquale de Donizetti
- op.147 Etued et andante pour piano
- op.148 Grand Duo sur La Part du Diable
- op.149 Vingt-cinq Etudes très faciles à quatre mains
- op.150 Vingt-cinq Etudes faciles à quatre mains
- op.151 Fantaisie brillante pour piano sur des motifs favoris de Maria di Rohan de Donizetti
- op.152 Première Sonate pour piano et violon
- op.153 Deuxième Sonate pour piano et violon
- op.154 Fantaisie valse, Elvina
- op.155 Grand Divertissement brillant pour le piano à quatre mains
- op.156 Troisième Sonate pour piano et violon
- op.157 Deux melodies de Fr. Schubert, arrangées pour le piano à quatre mains
- op.158 Les deux soeurs : Deux Romances sans paroles No1. Louise No2. Isabelle
- op.159 Grand Duo à quatre mains sur les thèmes de Moïse, opéra de G.Rossini
- op.160 L'Art de la mesure, 25 Etudes primaires pour les petites mains, à quatre mains et en partition pour les commençants,
- op.161 Morceaux de salon. Grande Marche brillante pour le piano
- op.162 Cantilena pour piano
- op.163 Lou Pastour. Souvenir de Sainte Beaume. Fantaisie pour le piano
- op.164 Souvenirs sur la Durance. Caprice pour piano
- op.165 Grand Duo pour le piano à quatre mains sur La cloche des agonisants et La poste, mélodies de F.Schubert
- op.166 Vingt-cinq Etudes primaires pour les petites mains
  - Frère et Soeur. Quatre petits Duos à quatre mains composés pour Henri et Isabelle
  - Mère et fille. Quatre petits Duos à quatre mains faisant suite à Frère et Soeur
- op.167 Trois Solos pour piano de concours à l'usage des pensionnats de jeunes demoiselles
- op.168 Fantaisie pour le piano à quatre mains sur I Puratini de Bellini
- op.169 Duo pour le piano à quatre mains sur Norma de Bellini
- op.170 Fantaisia pour le piano à quatre mains sur La Somnambula de Bellini
- op.171 Trois petits Solos pour piano. Morceaux de concours à l'usage des pensionnats de jeunes demoiselles
- op.172 Sixième Sextuor pour piano, deux violons, alto, violoncelle et contrebasse
- op.173 Banockburn. Fantaisie pour le piano à quatre mains sur des motifs de Robert Bruce, opéra de Rossini
- op.175 Vingt-cinq Etudes préparatoires
- op.176 Vingt-cinq Etudes intermédiaires
- op.177 Vingt-cinq Etudes spéciales de la vélocité, de trille et de la main gauche
- op.178 Vingt-cinq Etudes normales et classiques
- op.179 Vingt-cinq Etudes suite de l'opus 150
- op.180 Esquisses musicales. Vingt-quatre morceaux caractéristics